# Skalvijski jezik
Skalvijski jezik (ISO 639-3: svx), danas izumrli jezik najvjerojatnije zapadnobaltičke skupine, kojim se nekada govorilo u oblasti Kalinjingrad u Rusiji i na području Litve.
Po nekim jezikoslovcima unutar baltičke skupine je neklasificiran.